# Köthen (stacja kolejowa)
Köthen – stacja kolejowa w Köthen (Anhalt), w kraju związkowym Saksonia-Anhalt, w Niemczech. Znajdują się tu 3 perony.